# 方瑛
方瑛（？—？），直隸滁州直隸州全椒縣人，明朝軍事人物。右都督方政之子。

## 生平
正統三年（1438年）以中書舍人身份與父跟隨沐晟征麓川，正統四年（1439年）父親陣亡後，發奮矢志報父仇，同年襲指揮使，遷都指揮同知。正統六年（1441年）跟隨雲南總督王驥征麓川，率兵六千人突襲成功，升都指揮使。再跟隨王驥攻破貢章、沙壩、阿嶺等地，升都督僉事，充右參將，協守雲南。正統十三年（1448年）再次跟隨王驥征麓川，攻破鬼山大寨後，鎮守雲南。景泰元年（1450年）召還升都督同知，恰逢貴州苗族叛變，王驥請求方瑛出兵征討，景泰二年（1451年）拜右副總兵，與保定伯梁珤、兵部左侍郎侯璡進攻擊破，升右都督，攻入龍場。景泰三年（1452年）右都御史王來論劾方瑛違法事，景泰帝置之不問。同年冬攻破白石崖，俘虜斬殺二千五百人，招撫四百六十寨，升左都督。景泰五年（1454年）黃龍、韋保領導四川草塘民變，方瑛與貴州巡撫蔣琳會同川兵進剿獲勝，攻佔潮山及三百灘、乖西、谷種、乖立等地，斬首七千餘人，封南和伯。
景泰六年（1455年）鎮守貴州，乞還京，不准。其後湖廣苗族叛變，拜平蠻將軍，率京軍討伐，所到各處秋毫不犯。景泰七年（1456年）進沅州抵抗蒙能叛變，攻破一百六十餘寨。與兵部尚書石璞移兵天柱，分兵攻取獲勝，其後鎮守貴州、湖廣，論功進南和侯。天順二年（1458年）與湖廣巡撫白圭討伐苗賊干把珠等，攻破六百餘寨。前後攻破兩千餘寨，俘虜斬殺敵軍四萬餘人。其後死於任上，諡忠襄。

## 家族
- 妾許氏，改嫁御用監左監丞龍閏，後離異[3]。